# Alicia Terzian
Alicia Terzian (armenisch Ալիսիա Թերզյան, Transkription Alissia Tersjan; * 1. Juli 1934 in Córdoba) ist eine argentinische Komponistin, Dirigentin und Musikwissenschaftlerin armenischer Abstammung.

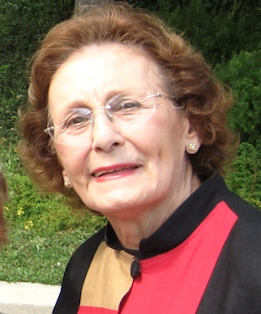
Alicia Terzian, 2011

## Leben
Terzian studierte am Nationalkonservatorium von Buenos Aires bis zum Abschluss 1958 Klavier und Komposition bei Alberto Ginastera, Gilardo Gilardi, Roberto García Morillo und Floro Ugarte. 1962 ging sie nach Europa, wo sie im Kloster San Lazzaro degli Armeni nahe Venedig bei Leoncio Dayan Unterricht in mittelalterlicher armenischer Kirchenmusik nahm. Zurück in Argentinien, studierte sie noch Dirigieren bei Mariano Drago und Elektronische Musik.
Sie unterrichtete u. a. am Nationalkonservatorium und am Städtischen Konservatorium von Buenos Aires, an der Universidad Nacional de La Plata und am Kunstinstitut des Teatro Colón. 1968 gründete sie die Fundación Encuentros Internacionales de Música Contemporánea (EIMC) deren Festivals sich zu einem Forum der zeitgenössischen lateinamerikanischen Musik entwickelten. 1979 gründete sie die Grupo Encuentros, mit der sie in Konzerten auf allen fünf Kontinenten lateinamerikanische Musik aufführt.
Daneben ist Terzian u. a. beim Musikrat der UNESCO aktiv, ist Vizepräsidentin des Internationalen Frauenrates der UNESCO, Vizepräsidentin des argentinischen Komponistenverbandes, Generalsekretärin der argentinischen Gesellschaft für Musikwissenschaft, Gründerin des lateinamerikanischen Musikrates und Mitglied in den Jurys zahlreicher Musikwettbewerbe.

## Schaffen
Terzian schrieb für die Bühne Ballette und Theatermusiken, ferner Orchesterwerke, Kammer- und Vokalmusik sowie Stücke mit Elektronik. Kennzeichnend in ihrem Schaffen ist die Verbindung archaischer, modaler armenischer Melodik mit zeitgenössischen Kompositionstechniken der Neuen Musik. Bereits im frühen Violinkonzert (1955) verbindet sie Motive aus der armenischen Volksmusik mit mikrotonalen Elementen. Danach wandte sie sich intensiver der Viertelton-Musik zu, erste Werke dieser Phase sind Shantiniketan (1969) und Carmen Criaturalis (1970). In späteren Jahren, u. a. in Canto a mi misma (1986), setzte sie in ihren Werken auch Elektronik ein.

## Werke
- Danza criolla, op. 1, Klavier, 1954
- Libro de Canciones de Lorca, Gesang und Klavier

1. Tres retratos, 1954
2. Canciones para niños, 1956
- Toccata op. 4, Klavier, 1954
- Tres piezas, op. 5, Streichquartett, 1954

1. Canción del atardecer
2. Pastoral con variaciones
3. Danza rústica
- Concierto para violín y orquesta, 1955
- Movimiento sinfónico, 1956
- Primera Sinfonía, 1957
- Oración de Jimena Arie für Sopran und Orchester, 1957
- Escena lírica für Sopran, Tenor, Bass und Orchester, 1957
- Recitativo dramático del mensajero für Bass und Orchester, 1957
- Tres madrigales für Frauenchor a cappella, 1958
- Cantata de la tarde, 1958
- Introducción y cántico de primavera, 1958
- Movimientos contrastantes, 1964
- Hacia la luz, Ballett, 1965
- Padre Nuestro y Ave María für gemischten Chor a cappella, 1966
- Movimientos, Ballett, 1968
- Shantiniketan für Flöte solo, 1969
- Correspondencias, 1969
- Proâgon violín y orquesta de cuerdas, 1969–70
- Carmen Criaturalis für Horn, Orchester und Vibraphon 1969–71
- Achtamar, Ballett, 1979
- El Dr. Brecht in the Colon Theatre, Musiktheater, 1981
- Y cuya luz es como la profunda oscuridad für Kammerorchester, 1982
- Bertoldt Brecht at the Salón Dorado, Musiktheater, 1982–83
- Juana, Reina de Castilla y Aragón, hija de los Reyes Católicos, Ballett, 1983
- Canto a mi misma für Streichorchester und Elektronik, 1986
- Off The Edge... für Solobariton, Streichorchester und Tam-Tam, 1992–93
- Les yeux fertiles für Mezzosopran, Kammerorchester und Schlagzeug, 1998